# 霸權
霸權（英語：Hegemony），是一國在一國際體系中擁有軍事、經濟、政治等領域上強大的能力，以保有領導地位，使他國屈從。 在非國際關係的領域中，霸權也經常形容具備優勢地位的事物，如薩托利政黨體系理論中的霸權政黨（Hegemonic Party）。

## 馬克思主義、批判理論中的霸權

### 文化霸權
文化霸權，是葛蘭西提出的哲學和社會學理論，指一社會階層透過社會文化，如信仰、解釋、認知、價值觀等，支配統治整個社會。

## 霸权主义
霸权主义（Hegemonism），是指一国凭借其政治、军事和经济的極大优势，在全世界或个别地区維持秩序、主導國際事務或谋求统治地位的政策的意識形態。
1973年，在中国共产党第十次全国代表大会上，毛澤東的反美蘇兩國霸权主义的想法納入中国共产党章程，此後反霸權主義成為中華人民共和國的主張。。此外，中国亦数次承诺“永不称霸”。
法国社会党政治家于贝尔·韦德里纳曾描述美国作为21世纪的霸权主义国家，但两位美国政治学家米爾斯海默和约瑟夫·奈伊反驳说美国并不是一个“真”的霸权主义国家，尽管它对其他国家施加了强权，但并没有足够的资源来支撑霸权主义。

## 歷史上的霸權

### 古代

馬其頓霸權支配科林斯同盟

在公元前5世纪欧洲古典時代的希腊罗马世界中，城市国家斯巴达是伯罗奔尼撒联盟（公元前6至4世纪）的霸主；马其顿国王腓力二世是公元前337年科林斯同盟的霸主（他將王权傳給他的儿子亚历山大大帝）；雅典是提洛同盟（公元前478-404年）的霸主。 色诺芬和埃福羅斯等古代历史学家使用「霸主」(ἡγεμών)一詞描述這些古希臘霸權。
在古代東亞，中國春秋時期（公元前770 - 480年），因東周的衰弱，導致春秋五霸以霸主地位主導中國各邦。
羅馬皇帝奧古斯都以一系列的軍事行動結束羅馬共和內戰，繼而以既有疆界為基礎對外擴張至有天然屏障的地區建立國界，使羅馬的國家組織由變動劇烈的發展轉向穩定，在歐亞非環地中海區域開創羅馬治世的霸權，奠定歐洲、北非、美索不達米亞和黎凡特於公元1、2世紀的和平與繁榮。
從7世紀到12世紀，倭马亚王朝和後來的阿拔斯王朝統治廣大領土。
在7世紀印度，印度北部一個大帝國的統治者戒日王從公元606年至公元647年在印度北部大部分地區擁有霸權。 他沒有以中央政府的方式統治，而是將被征服的國王留在他們的寶座上，要求他們進貢和致敬。
從9世紀末到11世紀初，加洛林帝国在主導歐洲的法國，意大利和勃艮第，實現霸權。

### 近代
在20世纪，许多国家都有争夺霸权的意图，包括大日本帝國、纳粹德国、苏联、美国，踏入21世紀，美國成為唯一的全球霸權國家，而中国正在逐步追上美国，加上而随着冷战结束，地区霸权如日本、俄罗斯、法国、德国（歐盟）的出现，因而形成了一超多强。

## 外部連結
- 中的“Hegemonism 霸權”
- Mike Dorsher, Ph.D., Hegemony Online: The Quiet Convergence of Power, Culture and Computers （页面存档备份，存于）
- Hegemony and the Hidden Persuaders — the Power of Un-common sense （页面存档备份，存于）
- Parag Khanna, Waving Goodbye to Hegemony （页面存档备份，存于）